# Panicum ambositrense
Panicum ambositrense är en gräsart som beskrevs av Aimée Antoinette Camus. Panicum ambositrense ingår i släktet vipphirser, och familjen gräs. Inga underarter finns listade i Catalogue of Life.